# Panneau de signalisation d'obligation de direction en France
Le panneau de signalisation routière français circulaire à fond bleu, bordé d’un listel blanc et portant en son centre une flèche simple ou dédoublée, signale à l’usager de la route qu’il doit suivre une ou plusieurs directions à l'intersection qui suit le panneau. Ce panneau est codifié B21b, B21c, B21d ou B21e selon la direction.

## Histoire
Ce signal n’apparaît pour la première fois qu’en 1977. Auparavant n’existaient que les panneaux B21 et B21a, désignant alors tous les deux un sens obligatoire. En 1977 apparaît explicitement la différence entre obligation de tourner, de contourner ou de suivre une direction à un carrefour donné.
Un panneau destiné à la signalisation des carrefours à sens giratoire est apparu en 1955 sous le code B24. Il sera restylé et renommé B21f en 1977 avant d'être supprimé en 1984 au profit du panneau AB25.

Ancien panneau IV-03 de 1928
Ancien panneau B12 de 1946
Ancien panneau B21f (ex-B24) de 1977

## Description
Il existe six panneaux d’obligation de direction à la prochaine intersection, selon la direction à prendre :

B21b. tout droit.
B21c1 : à droite.
B21c2 : à gauche.
B21d1 : tout droit ou à droite.
B21d2 : tout droit ou à gauche.
B21e : à droite ou à gauche.

## Usage
Ces panneaux peuvent être s'il y a lieu, complétés par un panonceau de distance M1 ou un panonceau de catégorie M4.

## Caractéristiques
Il existe cinq gammes de dimensions de panneaux de prescription.

## Implantation

### Implantation longitudinale
Les panneaux d'obligation B21b, B21c1, B21c2, B21d1, B21d2 et B21e se placent avant l'endroit où s'applique la prescription qu'ils indiquent à une distance appropriée, compte tenu de la disposition des lieux. Ils doivent être répétés après chaque intersection autre que celles avec des voies privées non ouvertes à la circulation publique ou des chemins de terre.

### Distance du bord de chaussée

Implantation d'un panneau de danger sur accotement en rase campagne

Sauf contrainte de site, la distance entre l'aplomb de l'extrémité du panneau situé du côté de la chaussée et la rive voisine de cette extrémité ne doit pas être inférieure à 0,70 m.
En rase campagne, les panneaux sont placés en dehors de la zone située en bord de chaussée et traitée de telle façon que les usagers puissent y engager une manœuvre de redirection ou de freinage dite « zone de récupération », ou leur support au minimum à 2 m du bord voisin de la chaussée, à moins que des circonstances particulières s'y opposent (accotements étroits, présence d'une plantation, d'une piste cyclable, d'une voie ferrée, etc.).
En agglomération, les panneaux sont placés de manière à minimiser la gêne des piétons.
Le support d'un signal peut aussi être implanté sur une propriété riveraine ou ancré à une façade après accord du propriétaire ou par application si cela est possible en vertu du décret-loi du 30 octobre 1935 et du décret 57180 du 16 février 1957.

### Hauteur au-dessus du sol
En rase campagne, la hauteur règlementaire est fixée en principe à 1 m (si plusieurs panneaux sont placés sur le même support), cette hauteur est celle du panneau inférieur, hauteur assurant généralement la meilleure visibilité des panneaux frappés par les feux des véhicules. Elle peut être modifiée compte tenu des circonstances locales soit pour assurer une meilleure visibilité des panneaux, soit pour éviter qu'ils masquent la circulation.
En agglomération, lorsqu’il y a un éclairage public, les panneaux peuvent être placés à une hauteur allant jusqu'à 2,30 m pour tenir compte notamment des véhicules qui peuvent les masquer, ainsi que de la nécessité de ne gêner qu'au minimum la circulation des piétons.

### Position de la face
Le plan de face avant d'un panneau implanté sur accotement ou trottoir doit être légèrement incliné de 3 à 5° vers l'extérieur de la route afin d'éviter le phénomène de réflexion spéculaire qui peut, de nuit, rendre le panneau illisible pendant quelques secondes.

## Visibilité de nuit
Les panneaux et panonceaux de signalisation doivent être visibles et garder le même aspect de nuit comme de jour. Les signaux de danger sont tous rétroréfléchissants ou éventuellement dans certaines conditions, éclairés.
Les revêtements rétroréfléchissants doivent avoir fait l'objet, soit d'une homologation, soit d'une autorisation d'emploi à titre expérimental. La rétroréflectorisation porte sur toute la surface des panneaux et panonceaux à l'exception des parties noires.

#### Arrêté du 24 novembre 1967 et Instruction Interministérielle sur la Signalisation Routière (versions actualisées)
- Arrêté du 24 novembre 1967 relatif à la signalisation des routes et autoroutes, 58 p. (lire en ligne)
- Instruction Interministérielle sur la Signalisation Routière 1re partie : Généralités, 58 p. (lire en ligne)
- Instruction Interministérielle sur la Signalisation Routière 4e partie : Signalisation de prescription, 45 p. (lire en ligne)

#### Histoire de la signalisation
- Marina Duhamel-Herz, Un demi-siècle de signalisation routière : naissance et évolution du panneau de signalisation routière en France, 1894-1946, Paris, Presses de l’École nationale des Ponts et Chaussées, décembre 1994, 151 p. (ISBN 2-85978-220-6)
- Marina Duhamel-Herz et Jacques Nouvier, La signalisation routière en France : de 1946 à nos jours, Paris, AMC Éditions, novembre 1998, 302 p. (ISBN 2-913220-01-0)